# ВЕС Ліллгрунд
ВЕС Ліллгрунд — офшорна вітрова електростанція у Швеції, розміщена в протоці Ересунн, між Зеландією та Мальме.
Станція розміщена на відстані 11 км від берега в районі з глибиною моря від 6 до 10 метрів. Тут встановлено 48 вітрових турбін німецької компанії Siemens типу SWT-2.3-93 з одиничною потужністю 2,3 МВт. Агрегати з діаметром ротору 93 метри змонтовані на баштах висотою по 69 метрів. Вони починають працювати при швидкості вітру 3—5 м/сек та вимикаються при перевищенні ним максимальної швидкості у 25 м/сек.
ВЕС ввели введена в експлуатацію у другій половині 2007 року. Монтаж гравітаційних фундаментів здійснив плавучий кран Eide Barge 5. Встановлення власне вітрових агрегатів провадило судно Sea Power. Монтаж офшорної трансформаторної підстанції, яка підвищує напругу із 33 до 138 кВ, виконав інший плавучий кран Samson. Від неї продукція транспортується по кабельній лінії, виконаною у підводному (прокладало судно Nautilus Maxi) та підземному (після виходу на сушу) варіантах. Загальна довжина офшорних кабелів різної напруги (тобто включаючи перемички між турбінами) 27 км, наземного відтинку — 6 км.
Проектний рівень виробництва електроенергії на ВЕС Ліллгрунд — 330 млн кВт-год на рік.